# 羅素·亨利
羅素·亨利（英語：Russell Henley，1989年4月12日—）是一位美國職業高爾夫球運動員。出生在喬治亞州梅肯。他在喬治亞大學就讀期間開始參加高爾夫運動。作為最優秀的大學生高爾夫運動員，他贏得了2010年的哈斯金斯獎。2011年他轉為職業球手，參加PGA巡迴賽的賽事。迄今他已贏得4個職業賽事的冠軍。

## 外部連結
- 羅素·亨利在PGA巡迴賽的官方網站
- 羅素·亨利在男子高爾夫世界排名的官方網站